# Coupe de la Ligue portugaise de football 2023-2024
Navigation
Coupe de la Ligue 2022-2023 Coupe de la Ligue 2024-2025
La Coupe de la ligue portugaise de football 2023-2024 (pt : Taça da liga), est la dix-septième édition de la coupe de la Ligue portugaise de football.

## Déroulement de la compétition

### Calendrier
| Tour | Nom            | Date                             | Participants |
| 1    | Premier tour   | 22 au 23 juillet 2023            | 28           |
| 2    | Deuxième tour  | 29 au 30 juillet 2023            | 16           |
| 3    | Troisième tour | 26 septembre au 23 décembre 2023 | 12           |
| 4    | Demi-finales   | 23 et 24 janvier 2024            | 4            |
| 5    | Finale         | 27 janvier 2024                  | 2            |

### Équipes
Au total, 34 équipes s'affronteront dans la Coupe de la Ligue 2023-2024 : 

- 18 équipes de Liga Portugal Betclic
- 16 équipes de Liga Portugal 2 SABSEG

Note : les équipes "B" ne participent pas à la Coupe de la Ligue.
| Troisième tour (Liga Portugal Betclic)                  | Troisième tour (Liga Portugal Betclic) | Troisième tour (Liga Portugal Betclic) | Troisième tour (Liga Portugal Betclic) |
| ------------------------------------------------------- | -------------------------------------- | -------------------------------------- | -------------------------------------- |
| Benfica Lisbonne (1er)                                  | FC Porto (2e)                          | SC Braga (3e)                          | Sporting CP (4e)                       |
| Deuxième tour (Liga Portugal Betclic)                   |                                        |                                        |                                        |
| FC Arouca (5e)                                          | Vitória SC (6e)                        |                                        |                                        |
| Premier tour (Liga Portugal Betclic et Liga Portugal 2) |                                        |                                        |                                        |
| GD Chaves (7e)                                          | FC Famalicão (8e)                      | Boavista FC (9e)                       | Casa Pia AC (10e)                      |
| FC Vizela (11e)                                         | Rio Ave FC (12e)                       | Gil Vicente FC (13e)                   | GD Estoril-Praia (14e)                 |
| Portimonense SC (15e)                                   | Moreirense FC (P1)                     | SC Farense (P1)                        | CF Estrela da Amadora (P1)             |
| CS Marítimo (R1)                                        | FC Paços de Ferreira (R1)              | CD Santa Clara (R1)                    | Académico de Viseu FC (4e)             |
| CD Mafra (5e)                                           | AVS Futebol SAD (7e)                   | CD Feirense (8e)                       | SC União Torreense (9e)                |
| UD Oliveirense (10e)                                    | CD Tondela (11e)                       | FC Penafiel (12e)                      | CD Nacional (13e)                      |
| Leixões SC (15e)                                        | UD de Leiria (P2)                      | Os Belenenses (P2)                     | Länk FC Vilaverdense (P2)              |

 Légende :

Xe = Position au classement lors de la saison 2022-2023 

(P1) = Promu en Liga Portugal Betclic, (R1) = Relégué en Liga Portugal 2, (P2) = Promu en Liga Portugal 2

## Premier tour
Le premier tour est constitué avec :
- les 16 équipes de la Liga Portugal 2 SABSEG 2023-2024
- les 9 équipes classées de la 7e à la 15e place en Liga Portugal Bwin 2022-2023
- les 3 équipes promues en Liga Portugal Betclic 2023-2024

Le tirage au sort est effectué le 3 juillet 2023 na Cidade do Futebol à Lisbonne.

Les 14 vainqueurs des rencontres qui ont lieu entre le 21 et le 29 juillet 2023, sont qualifiés pour le deuxième tour.
| Date            | Locaux               | Score              | Visiteurs             |
| --------------- | -------------------- | ------------------ | --------------------- |
| 21 juillet 2023 | SC União Torreense   | 1 - 0              | CD Mafra              |
| 22 juillet 2023 | Rio Ave FC           | 3 - 0              | Académico de Viseu FC |
| 22 juillet 2023 | FC Vizela            | 2 - 1              | CS Marítimo           |
| 22 juillet 2023 | CD Nacional          | 0 - 0 5-3 t. a. b. | FC Penafiel           |
| 22 juillet 2023 | AVS Futebol SAD      | 1 - 1 5-3 t. a. b. | GD Chaves             |
| 22 juillet 2023 | GD Estoril-Praia     | 2 - 0              | FC Paços de Ferreira  |
| 22 juillet 2023 | UD Oliveirense       | 1 - 0              | Gil Vicente FC        |
| 23 juillet 2023 | Leixões SC           | 0 - 0 4-3 t. a. b. | CD Feirense           |
| 23 juillet 2023 | Moreirense FC        | 1 - 1 3-4 t. a. b. | SC Farense            |
| 23 juillet 2023 | Länk FC Vilaverdense | 0 - 2              | Casa Pia AC           |
| 23 juillet 2023 | Os Belenenses        | 3 - 2              | FC Famalicão          |
| 23 juillet 2023 | Portimonense SC      | 3 - 1              | CF Estrela da Amadora |
| 24 juillet 2023 | Boavista FC          | 0 - 0 4-5 t. a. b. | UD de Leiria          |
| 29 juillet 2023 | CD Santa Clara       | 0 - 0 2-4 t. a. b. | CD Tondela            |

## Deuxième Tour
Entrée en lice des 2 clubs classés à la 5e et 6e place en Liga Portugal Bwin 2022-2023.

Le tirage au sort est effectué le 3 juillet 2023 na Cidade do Futebol à Lisbonne.

Les 8 vainqueurs des rencontres qui ont lieu entre le 28 juillet et le 9 septembre 2023, sont qualifiés pour le Troisième tour.
| Date             | Locaux             | Score              | Visiteurs       |
| ---------------- | ------------------ | ------------------ | --------------- |
| 28 juillet 2023  | AVS Futebol SAD    | 1 - 0              | FC Vizela       |
| 29 juillet 2023  | SC Farense         | 3 - 2              | UD Oliveirense  |
| 29 juillet 2023  | GD Estoril-Praia   | 5 - 1              | Os Belenenses   |
| 30 juillet 2023  | Leixões SC         | 0 - 0 5-4 t. a. b. | Portimonense SC |
| 30 juillet 2023  | UD de Leiria       | 3 - 3 4-5 t. a. b. | CD Nacional     |
| 30 juillet 2023  | SC União Torreense | 0 - 2              | Casa Pia AC     |
| 30 juillet 2023  | FC Arouca          | 2 - 0              | Rio Ave FC      |
| 9 septembre 2023 | Vitória SC         | 0 - 1              | CD Tondela      |

## Troisième Tour
Entrée en lice des 4 clubs classés de la 1er à la 4e place en Liga Portugal Bwin 2022-2023.

Ce troisième tour se dispute sous forme de 4 groupes de 3 équipes. Chaque groupe contient une des quatre équipes les mieux classées. Et, chaque équipe joue un match à domicile et un match à l'extérieur. Le vainqueur de chaque groupe se qualifie pour la phase finale.

### Tirage au sort
| Chapeau 1                                      | Chapeau 2                                         | Chapeau 3                                         |
| ---------------------------------------------- | ------------------------------------------------- | ------------------------------------------------- |
| Benfica Lisbonne FC Porto SC Braga Sporting CP | FC Arouca Casa Pia AC GD Estoril-Praia SC Farense | AVS Futebol SAD CD Tondela CD Nacional Leixões SC |

### Groupe A
| Rang | Équipe            | Pts | J | G | N | P | Bp | Bc | Diff |
| ---- | ----------------- | --- | - | - | - | - | -- | -- | ---- |
| 1    | SC Braga (LP)     | 4   | 2 | 1 | 1 | 0 | 4  | 2  | +2   |
| 2    | Casa Pia AC (LP)  | 4   | 2 | 1 | 1 | 0 | 3  | 2  | +1   |
| 3    | CD Nacional (LP2) | 0   | 2 | 0 | 0 | 2 | 2  | 5  | -3   |

Légende : (LP) = Liga Portugal, (LP2) = Liga Portugal 2
| 1re journée       | Casa Pia AC                 | 2 - 1   | CD Nacional | Estádio Municipal de Rio Maior |  |
| 28 septembre 2023 | Felippe 55e · Clayton 90+3e | (0 - 1) | 3e Witi     |                                |  |
| 28 septembre 2023 | Rapport                     |         |             |                                |  |

| 2e journée        | SC Braga  | 1 - 1   | Casa Pia AC | Estádio Municipal de Braga |  |
| 1er novembre 2023 | Pizzi 62e | (0 - 0) | 76e Clayton |                            |  |
| 1er novembre 2023 | Rapport   |         |             |                            |  |

| 3e journée       | CD Nacional | 1 - 3   | SC Braga                                      | Estádio da Madeira |  |
| 22 décembre 2023 | Gomes 61e   | (0 - 3) | 15e (pen.) Moutinho · 25e Niakaté · 44e Horta |                    |  |
| 22 décembre 2023 | Rapport     |         |                                               |                    |  |

### Groupe B
| Rang | Équipe                | Pts | J | G | N | P | Bp | Bc | Diff |
| ---- | --------------------- | --- | - | - | - | - | -- | -- | ---- |
| 1    | Benfica Lisbonne (LP) | 6   | 2 | 2 | 0 | 0 | 6  | 1  | +5   |
| 2    | FC Arouca (LP)        | 3   | 2 | 1 | 0 | 1 | 2  | 3  | -1   |
| 3    | AVS Futebol SAD (LP2) | 0   | 2 | 0 | 0 | 2 | 2  | 6  | -4   |

Légende : (LP) = Liga Portugal, (LP2) = Liga Portugal 2
| 1re journée       | AVS Futebol SAD   | 1 - 2   | FC Arouca              | Estádio do CD das Aves |  |
| 26 septembre 2023 | Carlos Daniel 59e | (0 - 1) | 17e Jason · 67e Cristo |                        |  |
| 26 septembre 2023 | Rapport           |         |                        |                        |  |

| 2e journée      | FC Arouca | 0 - 2   | Benfica Lisbonne          | Estádio Municipal de Arouca |  |
| 31 octobre 2023 |           | (0 - 1) | 26e Di María · 73e Cabral |                             |  |
| 31 octobre 2023 | Rapport   |         |                           |                             |  |

| 3e journée       | Benfica Lisbonne                                           | 4 - 1   | AVS Futebol SAD | Estádio da Luz |  |
| 21 décembre 2023 | Di María 31e · Mário 44e · Gouveia 64e · Correia 68e (csc) | (2 - 1) | 20e Mercado     |                |  |
| 21 décembre 2023 | Rapport                                                    |         |                 |                |  |

### Groupe C
| Rang | Équipe           | Pts | J | G | N | P | Bp | Bc | Diff |
| ---- | ---------------- | --- | - | - | - | - | -- | -- | ---- |
| 1    | Sporting CP (LP) | 6   | 2 | 2 | 0 | 0 | 6  | 3  | +3   |
| 2    | SC Farense (LP)  | 3   | 2 | 1 | 0 | 1 | 3  | 4  | -1   |
| 3    | CD Tondela (LP2) | 0   | 2 | 0 | 0 | 2 | 1  | 3  | -2   |

Légende : (LP) = Liga Portugal, (LP2) = Liga Portugal 2
| 1re journée       | SC Farense  | 1 - 0   | CD Tondela | Estadio de São Luís |  |
| 27 septembre 2023 | Zé Luís 14e | (1 - 0) |            |                     |  |
| 27 septembre 2023 | Rapport     |         |            |                     |  |

| 2e journée      | Sporting CP                                                    | 4 - 2   | SC Farense                   | Stade José Alvalade XXI |  |
| 2 novembre 2023 | Gyökeres 24e · Gyökeres 28e (pen.) · Santos 55e · Gyökeres 65e | (2 - 0) | 49e Mattheus · 79e Gonçalves |                         |  |
| 2 novembre 2023 | Rapport                                                        |         |                              |                         |  |

| 3e journée       | CD Tondela  | 1 - 2   | Sporting CP                 | Estádio João Cardoso |  |
| 23 décembre 2023 | Tavares 76e | (0 - 2) | 17e Bragança · 32e Paulinho |                      |  |
| 23 décembre 2023 | Rapport     |         |                             |                      |  |

### Groupe D
| Rang | Équipe                | Pts | J | G | N | P | Bp | Bc | Diff |
| ---- | --------------------- | --- | - | - | - | - | -- | -- | ---- |
| 1    | GD Estoril-Praia (LP) | 6   | 2 | 2 | 0 | 0 | 5  | 2  | +3   |
| 2    | FC Porto (LP)         | 3   | 2 | 1 | 0 | 1 | 3  | 4  | -1   |
| 3    | Leixões SC (LP2)      | 0   | 2 | 0 | 0 | 2 | 2  | 4  | -2   |

Légende : (LP) = Liga Portugal, (LP2) = Liga Portugal 2
| 1re journée       | Leixões SC     | 1 - 2   | GD Estoril-Praia       | Estádio do Mar |  |
| 26 septembre 2023 | Léo Bolgado 7e | (1 - 1) | 3e Cassiano · 62e Heri |                |  |
| 26 septembre 2023 | Rapport        |         |                        |                |  |

| 2e journée      | GD Estoril-Praia                                   | 3 - 1   | FC Porto | Estádio António Coimbra da Mota |  |
| 6 décembre 2023 | Cassiano 22e · Guitane 90+1e · Carlos 90+6e (pen.) | (1 - 1) | 34e Pepê |                                 |  |
| 6 décembre 2023 | Rapport                                            |         |          |                                 |  |

| 3e journée       | FC Porto                         | 2 - 1   | Leixões SC         | Estádio do Dragão |  |
| 23 décembre 2023 | Conceição 7e · Taremi 85e (pen.) | (1 - 1) | 14e (pen.) Fabinho |                   |  |
| 23 décembre 2023 | Rapport                          |         |                    |                   |  |

## Phase finale
- Un final four est organisé avec les demi-finales et la finale disputées en quelques jours dans le même stade. C'est le Stade municipal de Leiria - Dr. Magalhães Pessoa de Leiria qui l’accueille.

|  | Demi-finales     | Demi-finales     | Demi-finales     | Demi-finales     |           |           | Finale          | Finale          | Finale          | Finale          |
|  |                  |                  |                  |                  |           |           |                 |                 |                 |                 |
|  | 23 janvier 2024  | 23 janvier 2024  | 23 janvier 2024  | 23 janvier 2024  |           |           | 27 janvier 2024 | 27 janvier 2024 | 27 janvier 2024 | 27 janvier 2024 |
|  | SC Braga         | SC Braga         | 1                | 1                |           |           | 27 janvier 2024 | 27 janvier 2024 | 27 janvier 2024 | 27 janvier 2024 |
|  | SC Braga         | SC Braga         | 1                | 1                |           |           | 27 janvier 2024 | 27 janvier 2024 | 27 janvier 2024 | 27 janvier 2024 |
|  | Sporting CP      | Sporting CP      | 0                | 0                |           |           | 27 janvier 2024 | 27 janvier 2024 | 27 janvier 2024 | 27 janvier 2024 |
|  | Sporting CP      | Sporting CP      | 0                | 0                | SC Braga  | SC Braga  | 1 tab (5)       | 1 tab (5)       |                 |                 |
|  | 24 janvier 2024  |                  |                  |                  | SC Braga  | SC Braga  | 1 tab (5)       | 1 tab (5)       |                 |                 |
|  |                  |                  | GD Estoril-Praia | GD Estoril-Praia | 1 tab (4) | 1 tab (4) |                 |                 |                 |                 |
|  | Benfica Lisbonne | Benfica Lisbonne | GD Estoril-Praia | GD Estoril-Praia | 1 tab (4) | 1 tab (4) | 1 tab(4)        | 1 tab(4)        |                 |                 |
|  | Benfica Lisbonne | Benfica Lisbonne |                  |                  |           |           |                 | 1 tab(4)        |                 |                 |
|  | GD Estoril-Praia | GD Estoril-Praia | 1 tab (5)        | 1 tab (5)        |           |           |                 |                 |                 |                 |
|  | GD Estoril-Praia | GD Estoril-Praia | 1 tab (5)        | 1 tab (5)        |           |           |                 |                 |                 |                 |

### Demi-finales
| 23 janvier 2024 | SC Braga | 1 - 0   | Sporting CP | Stade municipal de Leiria - Dr. Magalhães Pessoa, Leiria |                                               |
|                 | Ruiz 65e | (0 - 0) |             | Spectateurs : 18 504 Arbitrage : Nuno Almeida            | Spectateurs : 18 504 Arbitrage : Nuno Almeida |
|                 | Rapport  |         |             | Spectateurs : 18 504 Arbitrage : Nuno Almeida            | Spectateurs : 18 504 Arbitrage : Nuno Almeida |

| 24 janvier 2024                                                            | Benfica Lisbonne  | 1 - 1                                                 | GD Estoril-Praia | Stade municipal de Leiria - Dr. Magalhães Pessoa, Leiria |                                                  |
|                                                                            | Otamendi 58e      | (0 - 1)                                               | 16e Guitane      | Spectateurs : 20 155 Arbitrage : Cláudio Pereira         | Spectateurs : 20 155 Arbitrage : Cláudio Pereira |
|                                                                            | Rapport           |                                                       |                  | Spectateurs : 20 155 Arbitrage : Cláudio Pereira         | Spectateurs : 20 155 Arbitrage : Cláudio Pereira |
| João Mário · Marcos Leonardo · Otamendi · Cabral · Di María · Tomás Araújo | Tirs au but 4 - 5 | Guitane · Marqués · Ndiaye · Marques · Araújo · Vital |                  | Spectateurs : 20 155 Arbitrage : Cláudio Pereira         | Spectateurs : 20 155 Arbitrage : Cláudio Pereira |

### Finale
| 27 janvier 2024                              | SC Braga          | 1 - 1                                      | GD Estoril-Praia   | Stade municipal de Leiria - Dr. Magalhães Pessoa, Leiria |                                                  |
|                                              | Horta 20e         | (1 - 1)                                    | 6e (pen.) Cassiano | Spectateurs : 18 989 Arbitrage : Fábio Veríssimo         | Spectateurs : 18 989 Arbitrage : Fábio Veríssimo |
|                                              | Rapport           |                                            |                    | Spectateurs : 18 989 Arbitrage : Fábio Veríssimo         | Spectateurs : 18 989 Arbitrage : Fábio Veríssimo |
| Horta · Moutinho · Ruiz · Pizzi · Al-Musrati | Tirs au but 5 - 4 | Feltes · Marqués · Tavares · Pina · Araújo |                    | Spectateurs : 18 989 Arbitrage : Fábio Veríssimo         | Spectateurs : 18 989 Arbitrage : Fábio Veríssimo |